# 퇴원
《퇴원》은 이청준의 등단작이다.

## 개요
사상계에서 1965년 12월에 발표된 단편 소설이다. 2003년 출간된 《이청준 문학전집》의 중단편 소설 7번 《소문의 벽》에 수록되어 있다. 함께 수록된 작품은 《소문의 벽》, 《황홀한 실종》, 《잔인한 도시》, 《겨울 광장》, 《조만득 씨》등이 있다.

## 기타
《퇴원》이라는 제목으로 2006년 출간된 이청준의 문학상 수상작을 모은 책이 있다. 해당 책에 수록된 작품은 다음과 같다.
- 《퇴원》 1965년 사상계 신인문학상 수상
- 《병신과 머저리》 1967년 제12회 동인문학상 수상
- 《매잡이》 1969년 제1회 대한민국 문화예술상 수상
- 《이어도》 1975년 제8회 한국일보 창작문학상 수상
- 《살아 있는 늪》 1980년 중앙문예대상 수상
- 《날개의 집》 1998년 제1회 21세기 문학상 수상